# 孟耿如
孟耿如（1991年7月20日—），臺灣女演員，實踐大學社會工作學系畢業。

## 演藝生涯
2007年因擔任《nana》少女雜誌平面模特被導演瞿友甯相中而參演電視劇《惡作劇2吻》，劇中飾演女高中生「林好美」一角，自此踏入演藝圈。
2010年，在林俊傑專輯《她說》中擔任歌曲〈愛笑的眼睛〉音樂錄影帶女主角。2011年，在電視劇《我可能不會愛你》中飾演「大仁妹」李淘淘廣受歡迎。2012年，在偶像劇《剩女保鏢》中首次擔任女主角，同年出演林正盛執導的電影《世界第一麥方》。

## 個人生活
2014年，孟耿如與男藝人、主持人黃子佼交往。
2015年，黃子佼以《全球中文音樂榜上榜》拿下第50屆金鐘獎綜藝節目主持人獎，頒獎前曾放話若得2座金鐘獎就與孟耿如結婚。雖然黃子佼只得到一座綜藝節目主持人獎，但他上台領獎時仍向孟耿如喊話，「我們找時間就把婚結一結吧！」。
2020年3月5日與黃子佼登記結婚。2021年11月16日，宣布懷孕三個月。2022年產下一女。
2023年6月，爆發黃子佼性騷擾醜聞，被控性侵少女、强拍裸照及街上偷拍女性内裤、臀部，形象一落千丈，黃子佼承認犯罪後自殘，被轉送到林口長庚醫院急救。孟耿如表示「會一起面對，一起彌補曾經犯過的錯誤」。
截至2025年3月，孟耿如陸續暫停、結束個人副業或轉移經營權，並表示會在3月10日關閉個人社群帳號。 5月21日，孟耿如和黃子佼辦妥離婚手續，結束婚姻。

## 音樂作品

### EP
| 專輯 # | 專輯資料                                                                 | 曲目 |
| ------ | ------------------------------------------------------------------------ | --- |
| 1st    | 《＃不可愛》 - 發行日期：2018年11月2日 - 語言：華語 - 唱片公司：愛貝克思 | 曲目 1. 我不可愛 2. 幸福離島（feat.劉以豪） 3. 如果不記得 4. 只是想太多（東森戲劇《高塔公主》插曲） 5. 出發 6. 走吧走吧（17電影《哈囉!有事嗎?》官方預告片主題曲） |

## 演出作品

### 電視劇
| 年分 | 播出頻道            | 劇名                            | 角色                | 性質           |
| 2007 | 中視、八大          | 《惡作劇2吻》偶像劇             | 林好美（高中）      | 配角           |
| 2009 | 中視、八大          | 《桃花小妹》偶像劇              | 史朗媽（年輕）      | 配角           |
| 2010 | 公視                | 《死神少女》1.2集偶像劇         | 筱青                | 單元女主角     |
| 2011 | 民視、八大          | 《我可能不會愛你》偶像劇        | 李淘淘（大仁妹）    | 女配角         |
| 2012 | 三立、東森          | 《剩女保鏢》連續劇              | 甄愛家              | 女主角         |
| 2013 | 三立、東森          | 《美味的想念》連續劇            | 女友A（在宇的好友） | 客串（第一集） |
| 2014 | 民視、八大          | 《你照亮我星球》偶像劇          | 袁怡芳／陳韻茹      | 女二角         |
| 2014 | 三立、東森          | 《22K夢想高飛》偶像劇           | 許一芬              | 女主角         |
| 2016 | 公視                | 《滾石愛情故事-祝我幸福》單元劇 | 蕭文妮              | 單元主演       |
| 2016 | 中視、東森          | 《原來1家人》情境喜劇           | 聶穩娘              | 客串           |
| 2016 | 華視                | 《火車情人》偶像劇              | 趙千卉              | 女主角         |
| 2017 | 台視、東森          | 《鐘樓愛人》偶像劇              | 趙凱佳              | 女主角         |
| 2017 | 公視                | 《麻醉風暴2》連續劇             | 沈柔伊              | 女二角         |
| 2018 | 東森                | 《高塔公主》偶像劇              | 王米娜              | 女主角         |
| 2020 | HBO                 | 《做工的人》職人劇              | 女神                | 配角           |
| 2022 | 八大戲劇台、Netflix | 《愛情發生在三天後》偶像劇      | 張荳蔻              | 配角           |
| 2025 | 公視、CATCHPLAY+    | 《我們與惡的距離 II》職人劇     | 牛祐荷              | 配角           |

### 電影
| 上映時間   | 電影名稱            | 角色               | 性質   | 導演   | 備註                                           |
| 2012       | 《為你而來》        | 志工甲             | 客串   | 瞿友寧 |                                                |
| 2013/01/18 | 《親愛的奶奶》      | 小如（金光黨）     | 女配角 | 瞿友寧 | 2012金馬國際影展開幕片                         |
| 2013/07/19 | 《世界第一麥方》    | 欣玫（寶春的女友） |        | 林正盛 | 改編自台灣之光吳寶春師傅勇奪世界冠軍的勵志國片 |
| 2015/04/17 | 《吸血鬼之戀》      | 美琪(みき)         | 女配角 | 鈴木舞 |                                                |
| 2016       | 《殺了我》          | 陳琳               |        |        | 網絡大電影                                     |
| 2018       | 《哈囉！有事嗎》    | 昀儒               |        | 梁凱威 |                                                |
| 2020/2/27  | 《女鬼橋》          | 連舒宇             | 女主角 | 奚岳隆 | 改編自東海大學校園靈異傳說                     |
| 2023       | 《做工的人 電影版》 | 女神               | 女配角 | 鄭芬芬 |                                                |

### 電視電影
| 上映年代 | 電影名稱         | 角色   | 導演   | 備註       |
| 2011     | 《阿銘岸邊釣魚》 | 小均   | 周以文 | 公共電視   |
| 2018     | 《我的龜蜜女友》 | 小綠   | 李明宗 | 衛視電影台 |
| 2018     | 《無界限》       | 張蘭若 | 林真豪 | 公共電視   |

### 舞台劇
| 年份 | 劇團       | 劇名       | 角色   | 導演   |
| 2019 | 表演工作坊 | 《花吃花》 | 鍾思琪 | 丁乃箏 |

### 短片／微電影
- 2012年：《康師傅茉莉清茶》微電影
- 2013年：《爸爸的未接來電》（財政部臺北國稅局）、《頓號英式茶館》、《忘了說謝謝》（節能微電影）、《熱線1999》
- 2014年：《傾琴記》（羅慧夫顱顏基金會）、《來日》（DTT 解密國家寶藏）
- 2016年：《迷途羔羊》
- 2023年：《時間旅客》（客家電視台20週年形象短片）

### 音樂錄影帶（MV）
- 2008年：S.H.E《沿海公路的出口》[10]
- 2010年：林俊傑《愛笑的眼睛》[11]
- 2012年：19（陳建騏+陳珊妮）《男男女女》[12]
- 2015年：蔡旻佑《假男友》
- 2016年：MP魔幻力量（鼓鼓）《為愛而愛》[13]
- 2020年：徐若瑄《好了啦》

## 出版書籍
| 年代 | 書籍名稱                             | 出版社 | 國際書碼           |
| 2021 | 《不想往前，是為了給你來夢裡的空間》 | 尖端   | ISBN 9786263084957 |

## 獎項記錄
| 年度 | 地點 | 典禮名稱            | 獎項名稱                 | 作品          | 結果 |
| 2012 | 台灣 | 奇摩名人娛樂網 票選 | 2012七夕節最受歡迎女主角 | 不適用        | 獲獎 |
| 2018 | 台灣 | 第53屆金鐘獎        | 戲劇節目女主角獎         | 《麻醉風暴2》 | 提名 |

## 外部連結
- 孟耿如的Facebook專頁
- 孟耿如的Instagram帳戶
- 孟耿如的新浪微博
- 孟耿如在香港影庫上的簡介
- 孟耿如在豆瓣上的资料（简体中文）
- 孟耿如在时光网上的簡介（简体中文）
- 孟耿如在台灣電影網上的資料（繁體中文）